# Romance picaresco

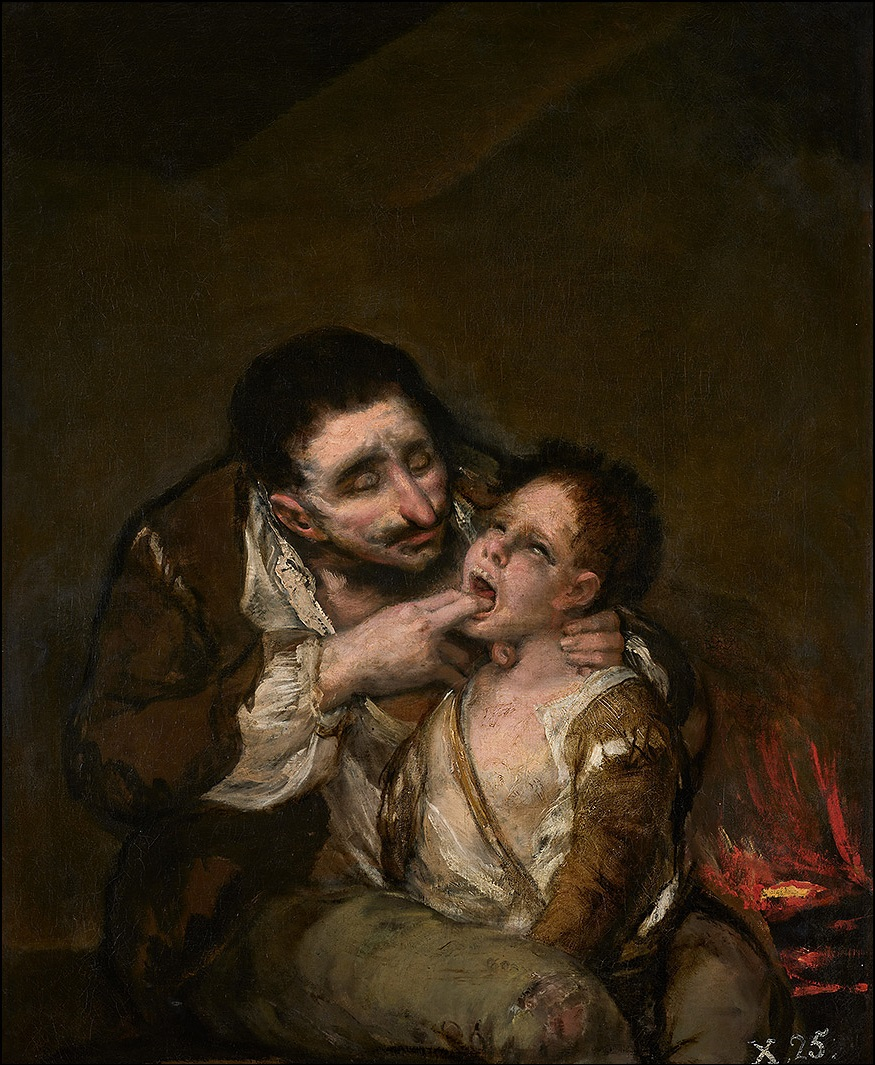
Lazarillo de Tormes visto por Francisco de Goya.

Romance picaresco (em espanhol: "picaresca", de "pícaro",  "delinquente" ou "malandro") é um sub-gênero literário narrativo da ficção em prosa, geralmente satírico e que descreve, em detalhes realistas e muitas vezes humorísticos, as aventuras de um herói malandro da classe social baixa, que vive por sua inteligência em uma sociedade corrupta. Este estilo do romance foi originado na Espanha, nos anos de transição do Renascimento para  o Barroco, durante o chamado Século de Ouro, possivelmente influenciado pela literatura árabe (especificamente o gênero maqamá), e floresceu na Europa nos séculos XVII e XVIII, e continua a influenciar a literatura moderna.

## Características
O romance picaresco nasceu como paródia das idealizadoras narrações do Renascimento: epopeias, romances de cavalaria, romance sentimental, romance pastoril... O contraste com a realidade social gerou, como resposta irônica, os chamados "anti-romances", de caráter anti-heroico, protagonizados por anti-cavalheiros que amavam anti-damas, mostrando o sórdido da realidade social: os fidalgos empobrecidos, os miseráveis deserdados e os conversos marginalizados frente de cavalheiros e burgueses enriquecidos que viviam em outra realidade.
Na Espanha, o gênero extraía a substância moral, social e religiosa do contraste cotidiano entre dois estamentos, o dos nobres e o dos servos. Durante o século XVII começou a vulgarizar-se e degradar-se a fidalguia e personagens como Dom Quixote ou o fidalgo pobre servido pelo Lazarillo de Tormes são ilustrações deste fenômeno na literatura espanhola, encontrando também o seu correlato refletido pelo gênero teatral do entremês. O humilde pícaro de cozinha como tal é um anti-cavalheiro errante numa "epopeia da fome" através de um mundo miserável, no qual apenas se sobrevive às custas da fraude e do engano, e toda expectativa de ascensão social é uma ilusão; o vagabundeio de um Pablos ou de um Guzmán constituem o contraponto irônico aos dos valentes cavaleiros. O Lazarillo de Tormes (1554) é o começo de uma crítica dos valores dominantes da honra e da hipocrisia que alcançará a cúspide e configuração canônica com a Primeira parte de Guzmán de Alfarache (1599), de Mateo Alemán.

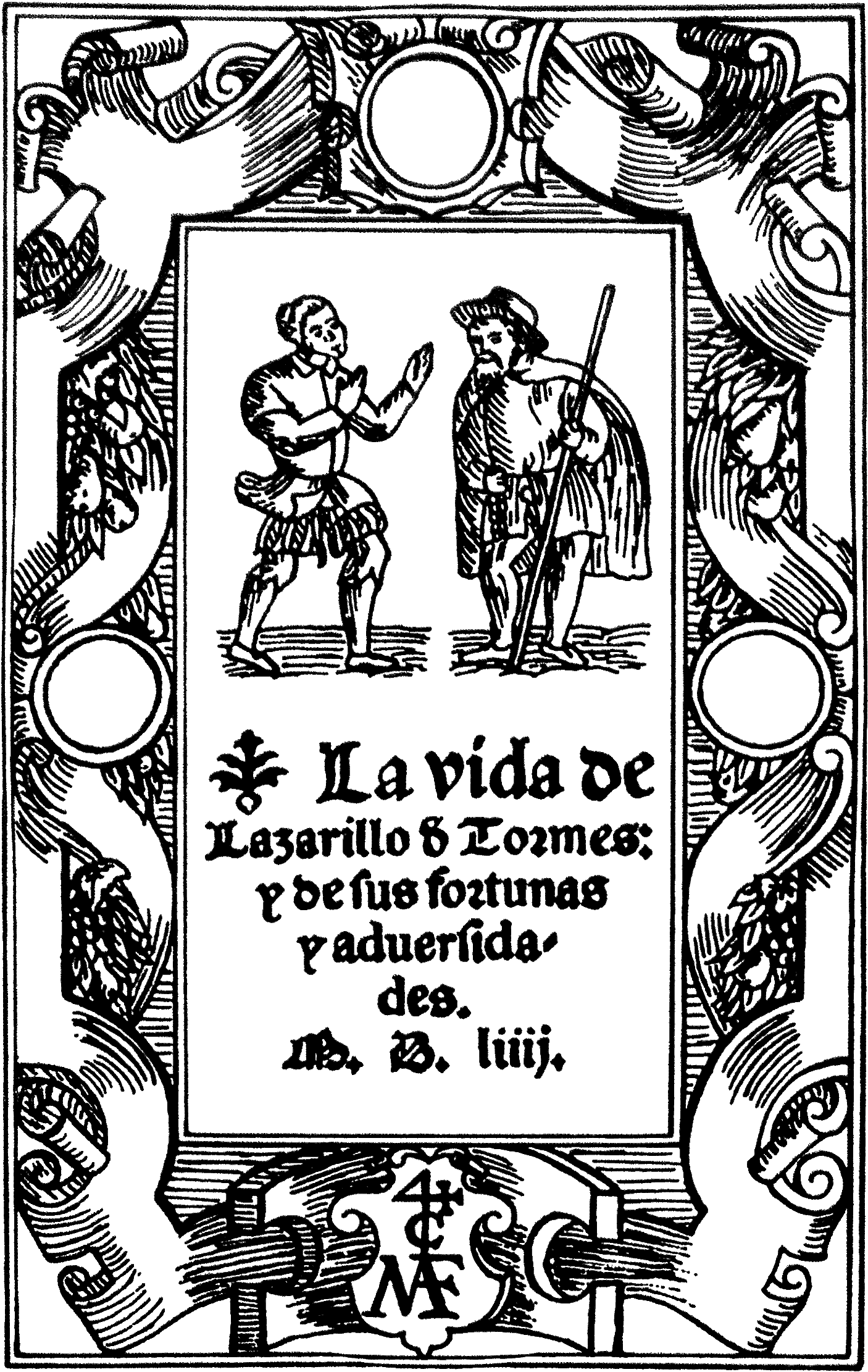
Capa de uma das edições de 1554 do Lazarillo de Tormes

As principais características deste gênero são as seguintes:
1. O protagonista é um pícaro, de muito baixa posição social ou estamento e descendente de pais sem honra  ou abertamente marginalizados ou delinquentes. Perfilando-se como um anti-herói, torna-se um contraponto ao ideal cavalheiresco. A sua aspiração é melhorar de condição social, mas para isso recorre à sua astúcia e a procedimentos ilegítimos, como o engano e a estafa. Vive à margem dos códigos de honra próprios das classes altas da sociedade da sua época e a sua liberdade é o seu grande bem.
2. Estrutura de falsa autobiografia. O romance de humor está narrado em primeira pessoa como se o protagonista, um pecador arrependido e anti-herói, fosse o autor e narrasse as suas próprias aventuras com a intenção de moralizar, começando pela sua genealogia, antagônica ao qual se supõe é a estirpe de um cavalheiro. O pícaro aparece no romance desde uma dupla perspectiva: como autor e como ator. Como autor situa-se num tempo presente que olha para o seu passado e narra uma ação cujo desenlace conhece de antemão.
3. Determinismo: embora o  pícaro tente melhorar de condição social, fracassa sempre, e sempre será um pícaro. Por isso a estrutura do romance picaresco é sempre aberta. As aventuras narradas poderiam continuar indefinidamente, pois não há evolução possível que mude a história.
4. Ideologia moralizante e pessimista. Cada romance picaresco é narrado de uma perspectiva final de desengano; viria a ser um grande "exemplo" de conduta aberrante que, sistematicamente, é castigada. A picaresca está muito influenciada pela retórica sacra da época, baseada em muitos casos, na predicação de "exemplos", nos quais se narra a conduta descarriada de um indivíduo que, finalmente, é castigado ou se arrepende.
5. Intenção satírica e estrutura itinerante. A sociedade é criticada em todas as suas camadas, através das quais deambula o protagonista numa estrutura itinerante na que se põe ao serviço cada vez de um elemento representativo de cada uma. Assim, o pícaro assiste como espectador privilegiado à hipocrisia que representa cada um dos seus poderosos donos, aos quais critica desde a sua condição de deserdado porque não dão exemplo do que devem ser.
6. Realismo, até mesmo naturalismo ao descrever alguns dos aspectos mais desagradáveis da realidade, que nunca é apresentada como idealizada mas como burla ou desengano.

## Trajetória do gênero
O elemento humorístico foi uma constante na literatura universal. Aparece no Satyricon de Petrônio Árbitro, em O asno de ouro de Lúcio Apuleio e em outras obras clássicas, mas também na Idade Média através da literatura goliardesca um de cujos representantes hispânicos é Juan Ruiz, arcipreste de Hita, e o seu Livro de Bom Amor; nas maqamat árabes configuradas como gênero no final do século X pelo persa Alhamadani; nos fabliaux franceses; no romance em verso Espill (Espelho, 1460), do valenciano Jaume Roig; nas aventuras folclóricas do astuto camponês medieval Till Eulenspiegel recopiladas pela primeira vez em 1515 numa antologia alemã, provavelmente baseada num original mais antigo da Baixa Saxônia; em Giovanni Boccacio e no Arcipreste de Talavera Alfonso Martínez de Toledo, em La Celestina de Fernando de Rojas e sobretudo nas suas continuações, entre as que se destaca a de Feliciano de Silva; nas autobiografias e biografias de criminosos estudadas por Parker, em La lozana andaluza de Francisco Delicado, em El Momo de Leon Battista Alberti, et cétera. A trajetória canônica do gênero na Espanha é a seguinte:
- Anônimo, Vida del Lazarillo de Tormes y de sus fortunas y adversidades (1554).
- Mateo Alemán, Guzmán de Alfarache (1599 e 1604).
- Juan Martí, Segunda parte do Guzmán de Alfarache (1603), apócrifo.
- Francisco de Quevedo, El Buscón (1603?), impresso sem licença do autor em 1626.
- Gregorio González, El guitón Honofre (1604).
- Francisco López de Úbeda, Libro de entretenimiento de la pícara Justina (1605).
- Alonso Jerónimo de Salas Barbadillo, La hija de la Celestina (1612), La ingeniosa Elena (1614), refundição e ampliação da anterior, e El sagaz Estacio.
- Juan Cortés de Tolosa, Lazarillo de Manzanares (1620).
- Vicente Espinel, Vida del escudero Marco de Obregón (1618).
- Carlos García, A desordenada codicia de los bienes ajenos, (1619).
- Juan de Luna, Segunda parte del Lazarillo de Tormes (1620).
- Jerónimo de Alcalá, Alonso, mozo de muchos años o El donado hablador, (1624).
- Antonio Enríquez Gómez, Vida de Don Gregorio Guadaña, (1644).
- Félix Machado da Silva Castro e Vasconcelos, que pretendia publicar com o suposto nome de "Félix Márquez, catredático [sic] de Prima en la Picardía, sin salario"[1], Tercera Parte de Gusman de Alfarache dividida em três livros[2], Madrid, 1651[3].
- Atribuído a Gabriel da Vega,  La vida y hechos de Estebanillo González, hombre de buen humor, compuesto por él mismo (1646).

Obras assimiláveis ao gênero, mas que não compartilham todas as suas características, são Rinconete y Cortadillo de Miguel de Cervantes, El diablo Cojuelo de Luis Vélez de Guevara, La varia fortuna del soldado Píndaro (1626) de Gonzalo de Céspedes y Meneses, os romances cortesãos com matizes picarescos Las harpías de Madrid y carro de las estafas (1631), La niña de los embustes, Teresa de Manzanares, Aventuras del bachiller Trapaza e a sua continuação La garduña de Sevilla y anzuelo de las bolsas  (1642) de Alonso de Castillo Solórzano, Los antojos de mejor vista de Rodrigo Fernández de Ribera, El castigo de la miseria de María de Zayas y Sotomayor; muito próximos do costumbrismo estão Antonio Liñán y Verdugo com os seus Avisos  y guía de forasteros que vienen a la corte (1620) e El día de fiesta por la tarde de Juan de Zabaleta, que descrevem uma série de tipos suspeitos da sociedade madrilenha da época; mais autobiográfico que picaresco é a Vida de Diego de Torres y Villarroel. Uma derivação hispanoamericana da picaresca espanhola é El Periquillo Sarniento (1816), de José Joaquín Fernández de Lizardi, e El lazarillo de ciegos caminantes desde Buenos Aires hasta Lima  (Gijón, 1773), narração de elementos picarescos composta por Concolorcorvo, pseudônimo de Alonso Carrió de la Vandera (1715–1783).

## Picaresca europeia
O romance picaresco espanhol influiu extraordinariamente na narrativa europeia do seu tempo, a qual a imitou primeiro (como por exemplo, na Vida de Jack Wilton (1594) do inglês Thomas Nashe (1567–1601), ou O romance cômico (1651–1657) do francês Paul Scarron, ou O espanhol de Brabante (1617), do holandês Gerbrand Adriaensz Bredero (1585-1618) ou História verdadeira de Isaac Winkelfelder e Jobst von der Schneid, de Nikolaus Ulenhart (aparecido no mesmo volume da tradução para o alemão do Lazarillo de Tormes em 1617), para depois criar também autênticas obras mestras do gênero, por exemplo, Fortunas e adversidades da famosa Moll Flanders (1722) de Daniel Defoe, ou A história de Tom Jones, um expósito (1749) de Henry Fielding; outras obras importantes foram As aventuras de Roderick Random (1748) e Peregrine Pikle (1751), de Tobias George Smollett, todas obras da literatura inglesa; há, por outro lado, elementos picarescos na famosa Tristram Shandy (1759–1767) de Laurence Sterne.
Na Alemanha a obra mestra é, fora do precedente autóctone das lendas em torno do pícaro Till Eulenspiegel, recopiladas pela primeira vez em 1515, O aventureiro Simplicius Simplicíssimus (1669), de Hans Jakob Christoph von Grimmelshausen, que compôs alguma outra obra mais do gênero, a mais conseguida da quais é A pícara Coraje (1670), uma novela picaresca feminista.
Na França, à parte das imitações servis de Paul Scarron, acredita-se que a obra mestra do gênero é As aventuras de Gil Blas de Santillana (quatro vols., 1715–1735), de Alain René Lesage.